# جبل عير
جبل عير يعتبر من جبال المدينة المنورة وهو من أكبر جبالها، ويبعد عن المسجد النبوي (سبعة كيلومترات) تقريبا وقد ورد ذكره في الحديث النبوي الشريف كحد من حدود المدينة من الجهة الجنوبية، وهو أحد الجبلين المقصودين في قوله الرسول حينما أشرف على المدينة (اللهم إني أحرّم مابين جبليها مثل ما حرّم إبراهيم مكة، اللهم بارك لهم في مدهم وصاعهم). يعتبر جبل عير من أهم المعالم المهمة في المدينة المنورة فهو جبل عظيم وشامخ يمثل أهم معالم الجهة الجنوبية كما يعتبر هذا الجبل هو حد حرم المدينة من تلك الجهة حيث جعله النبي ﷺ معلما لحدود هذا الحرم ففي الصحيحين من حديث إبراهيم التيمي أن رسول الله ﷺ قال المدينة حرم مابين عير إلى ثور.

## تاريخه
أقام محافظ المدينة العسكري آنذاك فخري باشا المباني والقلاع والمنشأت على جبل عير في الفترة بين عامي 1336-1337 عندما حاصر الهاشميون المدينة، وقد استخدم فخري باشا هذه المباني في حفظ الذخائر وتثبيت المدافع وقد عُرفت مواقعها بمضارب المدافع أو مضارب النيران، وقد بُنيت هذه المباني بحجارةٍ مُشابهة لنمط بناء وقلعة جبل أحد بطريقة الحجر الدبس غير المنتظم.

## موقعه
يقع جبل عير في المنطقة الجنوبية الغربية من المدينة المنورة وشرقي وادي العقيق قرب ذي الحليفة آبار علي ويبعد عن المسجد النبوي 8 أكيال ومتوسط عرضه 700 مترا وارتفاعه عن سطح البحر حوالي 955 مترا وهو جبل طويل يمتد من الشرق إلى الغرب وهو جبل اسود مستقيم سطحه مستو ليس فيه قمة لذلك.
ومن غريب الحديث: «عَيْر» هو جبل مشهور في المدينة بقرب ذى الحليفة وفوقه جبل آخر يسمى باسمه ويُمَيّز الأوّل بالوارد والثّانى بالصّادر. يراه المتجه إلى جدة بعد تجاوز مسجد قباء على يساره، وهو من حدود المدينة المنورة من الجهة الجنوبية.

## تسميته
سمي بجبل عير تشبيها له بظهر الحمار الممتد باستواء يبلغ طوله 2000 متر تقريب وعلق عبيد الله أمين كردي في كتابه الجبال المشهورة بالمدينة المنورة أن جبل عير تقرأ بفتح العين وسكون الياء ويقال عاير.

## قيل عن جبل عير
هو جبل عظيم مشهور واقع في قبلة المدينة المنورة شرقي العقيق قرب ذي الحليفة وهو أحد حدود المدينة المنورة التي حرم الرسول الصيد بينها وفوقه جبل آخر بنفس الاسم ويقال له عير الصادر وللأول عير الوارد وفي الحديث: أحد على ركن من أركان الجنة وعير ركن من أركان النار. وفي رواية لابن ماجه باسناده ان أحد جبل يحبنا ونحبه وهو على ترعة من ترع الجنة وعير على ترعة من ترع النار والله أعلم.
وفي كتاب اثار المدينة المنورة لعبد القدوس الانصاري ص 205 عن جبل عير أن عير وثور هما اسما جبلان من جبال المدينة أولهما عظيم شامخ يقع بجنوبي المدينة على مسافة ساعتين عنها تقريبا بسير الأقدام غير المستعجل وثانيهما أحمر صغير يقع شمالي جبل أحد ويحدان حرم المدينة جنوبا وشمالا وقد صعدت إلى أعلى جبل عير في أحد شهور عام 1347 هجرية فاذا هو منبسط بارد تخفق فيه الرياح مع أن الموسم كان صيفا فهو بهذا النظر صالح لانشاء المصحات عليه.

## حقائق عن جبل عير

### أولًا
ليس «جبل عير» من جبال جهنم، وما ورد في ذلك لا يصح سنده.
فروى ابن ماجه (3115) من طريق مُحَمَّدِ بْنِ إِسْحَاقَ، عَنْ عَبْدِ اللَّهِ بْنِ مِكْنَفٍ، قَالَ: سَمِعْتُ أنس بن مالك، يَقُولُ: إِنَّ رَسُولَ اللَّهِ صَلَّى اللهُ عَلَيْهِ وَسَلَّمَ قَالَ: (إِنَّ أُحُدًا جَبَلٌ يُحِبُّنَا وَنُحِبُّهُ، وَهُوَ عَلَى تُرْعَةٍ مِنْ تُرَعِ الْجَنَّةِ، وَعَيْرٌ عَلَى تُرْعَةٍ مِنْ تُرَعِ النَّارِ).
وهذا إسناد ضعيف جدا، قال البوصيري:
«هَذَا إِسْنَاد ضَعِيف» انتهى من «مصباح الزجاجة» (3/ 218).
وقال الألباني في «ضعيف ابن ماجه»: «ضعيف جدا».
وانظر: «الضعيفة» (1820).
وروى الطبراني في «الكبير» (6505) عَنْ عَبْدِ الْمَجِيدِ بْنِ أَبِي عَبْسِ بْنِ جَبْرٍ، عَنْ أَبِيه، عَنْ جَدِّهِ، أَنَّ رَسُولَ اللَّهِ صَلَّى اللهُ عَلَيْهِ وَسَلَّمَ قَالَ: (أُحُدٌ هَذَا جَبَلٌ يُحِبُّنَا وَنُحِبُّهُ، عَلَى بَابٍ مِنْ أَبْوَابِ الْجَنَّةِ، وَهَذَا عَيْرٌ يُبْغِضُنَا وَنُبْغِضُهُ، وَإِنَّهُ عَلَى بَابٍ مِنْ أَبْوَابِ النَّارِ]).
وهذا إسناد ضعيف، قال الهيثمي في «مجمع الزوائد» (4/ 13): «فِيهِ عَبْدُ الْمَجِيدِ بْنُ أَبِي عَبْسٍ لَيَّنَهُ أَبُو حَاتِمٍ، وَفِيهِ مَنْ لَمْ أَعْرِفْهُ».
وضعفه الألباني في «الضعيفة» (1618).
أما صدر الحديث: (أُحُدٌ جَبَلٌ يُحِبُّنَا وَنُحِبُّهُ) فمتفق على صحته، رواه البخاري (2889)، ومسلم (1365).

### ثانيًا
"جبل عير" داخل في حدود حرم المدينة، لما روى البخاري (6755)، ومسلم (1370) عن عَلِيّ رَضِيَ اللَّهُ عَنْهُ عن النَّبِيّ صَلَّى اللهُ تَعَالَى عَلَيْهِ وَسَلَّمَ: (المَدِينَةُ حَرَمٌ مَا بَيْنَ عَيْرٍ إِلَى ثَوْرٍ)" (18/ 106):"عَلَى مَذْهَبِ الْجُمْهُورِ يَنْتَهِي حَرَمُ الْمَدِينَةِ الْمُنَوَّرَةِ، وَيَبْدَأُ الْحِل مِنْ خَارِجِ الْحُدُودِ الَّتِي حَدَّهَا رَسُول اللَّهِ صَلَّى اللَّهُ عَلَيْهِ وَسَلَّمَ، وَالَّتِي هِيَ جَبَل عَيْرٍ وَثَوْرٍ، أَوِ اللاَّبَتَانِ" انتهى.
فعير وثور داخلان في حرم المدينة، فلا يجوز الصيد فيهما على مذهب جمهور الفقهاء.

### ثالثًا
لا صحة لما يقال: إن النبي ﷺ نهى عن المبيت في جبل عير أو المبيت حوله، فإن ذلك لا أصل له. فلا حرج على أحد في المبيت فيه أو بجواره.
ولا حرج في بيع الأراضي التي تحيط بجبل عير أو شرائها، إذا كان البائع يملكها ملكا حقيقيا.
أما تسلقه والصعود فوقه فهو مباح، لم يرد فيه نهي عن النبي صلى الله عليه وسلم. 
وليس لجبل عير قصة تحكى، ولا يعدو أن يكون معلما من المعالم، نتعرف به وبغيره على حدود حرم المدينة النبوية.
والله تعالى أعلم.

## وصلات خارجية
- العثمانية فوق جبل عير في المدينة المنورة.
- جبل عير والتحصينات العثمانية مع إطلالة جوية مذهلة في المدينة المنورة
- رحلة في قلب جبل عير
- [6]